# (3251) Eratosthenes
(3251) Eratosthenes es un asteroide perteneciente al cinturón de asteroides, descubierto el 24 de septiembre de 1960 por Cornelis Johannes van Houten en conjunto a su esposa también astrónoma Ingrid van Houten-Groeneveld y el astrónomo Tom Gehrels desde el Observatorio del Monte Palomar, Estados Unidos.

## Designación y nombre
Designado provisionalmente como 6536 P-L. Fue nombrado Eratosthenes en honor al astrónomo y matemático griego Eratóstenes.